# Frankofonija
Frankofonija (fr. La Francophonie; službeni naziv: Međunarodna organizacija Frankofonija (l'Organisation internationale de la Francophonie)) je međunarodna organizacija koja predstavlja skup država, zemalja i regija koji koriste francuski kao nacionalni jezik, službeni jezik, jezik međunarodne komunikacije i kao radni jezik. Frankofonija je francuski izraz, skovan 1880. od strane francuskog geografa Onésimea Reclusa, brata Elisée Reclusa, kojim je označio zajednicu ljudi i država koje koriste francuski jezik.
Frankofoniju čini 49 zemalja članica, četiri (Albanija, Andora, Grčka, Sjeverna Makedonija) pridružene zemlje i deset zemalja (Armenija, Austrija, Hrvatska,Bosna i Hercegovina Gruzija, Mađarska, Litva, Poljska, Češka, Slovačka, Slovenija i Srbija) promatrača na summitima ove organizacije. U svakoj od ovih zemalja francuski jezik se koristi bar u minimalnoj mjeri. Nekoliko zemalja članica imaju loš položaj u zaštiti ljudskih prava i promicanju demokracije. Predložene mjere u vidu sankcija su raspravljane nekoliko puta, ali nisu odobrene.
Moderna Frankofonija je stvorena 1970. Njen moto je jednakost, komplementarnost i solidarnost (égalité, complémentarité, solidarité). U početku, Frankofonija je bila mali klub sjevernih zemalja u kojima se govori francuski, dok je danas to važna međunarodna organizacija čije zemlje članice surađuju na polju kulture, znanosti, gospodarstva, pravde i mira. Zajedno s ostalim organizacijama kao što je UNESCO, Frankofonija radi na razvijanju lingvistike i kulture u eri globalizma. Tijesno surađuje s nekim sličnim organizacijama španjolskog i portugalskog jezika (vidjeti: Latinska unija i CPLP).

## Struktura
Međunarodna organizacija Frankofonija ima status promatrača na sjednicama Vijeća sigurnosti UN-a.

### Summiti
Summiti Frankofonije se održavaju svake dvije godine, kada lideri zemalja članica imaju mogućnost razvijati strategije i ciljeve organizacije. Važno je napomenuti da je originalni osnivač Frankofonije bio Samuel de Champlain.
Prethodni summiti:
- Pariz, Francuska (1986.)
- Québec, Kanada (1987.)
- Dakar, Senegal (1989.)
- Pariz, Francuska (1991.)
- Port Louis, Mauricijus (1993.)
- Cotonou, Benin (1995.)
- Hanoi, Vijetnam (1997.)
- Moncton, Kanada (1999.)
- Beirut, Libanon (2002.)
- Ouagadougou, Burkina Faso (2004.)
- Bukurešt, Rumunjska (2006.)
- Québec, Kanada (2008.)
- Montreux, Švicarska (2010.)
- Kinshasa, Demokratska Republika Kongo (2012.)
- Dakar, Senegal (2014.)
- Antananarivo, Madagaskar (2016.)
- Erevan, Armenija (2018.)

### Stalno vijeće
Stalno vijeće Frankofonije se sastoji od veleposlanika zemalja članica i, kao ministarskim konferencijama, njegov glavni zadatak je planiranje budućih summita i nadgledanje implementacije odluka summita na bazi "dan za danom".

### Međuvladina agencija
Međuvladina agencija Frankofonije je glavni operator kulturne, znanstvene, tehničke, ekonomske i pravničke kooperacije programa i odluka summita. Sjedište Agencije je u Parizu, a tri ogranka se nalaze u Librevilleu (Gabon), Loméu (Togo) i Hanoiu (Vijetnam).

## Članovi
Službeni popis članica je dostupan na internet stranici Frankofonije.
Popis članica po kontinentima:

### Europa
- Francuska
- Belgija (samo Valonija)
- Bugarska
- Luksemburg
- Moldavija
- Monako
- Rumunjska
- Švicarska

- Pridružene članice:
  -  Albanija
  -  Andora
  -  Grčka
  -  Sjeverna Makedonija

- Promatrači:
  -  Australija
  -  Armenija
  -  Češka
  -  Hrvatska
  -  Bosna i Hercegovina
  -  Latvija
  -  Litva
  -  Mađarska
  -  Poljska
  -  Slovačka
  -  Slovenija
  -  Gruzija

### Sjeverna i Južna Amerika
- Kanada
  -  Novi Brunswick (sudjeluje vlada)
  -  Québec (sudjeluje vlada)
  -  Ontario (promatrač, ali moguće je članstvo u budućnosti)
- Dominikanska Republika
- Haiti
- Sveta Lucija
- Francuski prekomorski posjedi:
  -  Martinik
  -  Gvadalupa
  -  Francuska Gijana
  -  Sveti Petar i Mikelon

### Afrika
- Benin
- Burkina Faso
- Burundi
- Kamerun
- Zelenortska Republika
- Srednjoafrička Republika
- Čad
- Komori
- Republika Kongo
- Obala Bjelokosti
- DR Kongo
- Džibuti
- Egipat
- Ekvatorska Gvineja
- Gabon
- Gvineja
- Gvineja Bisau
- Madagaskar
- Mali
- Mauretanija
- Mauricijus
- Maroko
- Niger
- Ruanda
- Sveti Toma i Princip
- Senegal
- Sejšeli
- Togo
- Tunis

### Azija
- Kambodža
- Laos
- Libanon
- Vijetnam

### Oceanija
- Vanuatu

## Vanjske poveznice
- Službena stranica  Arhivirana inačica izvorne stranice od 24. srpnja 2010. (Wayback Machine) (na francuskom)